# Roma Tre-universiteit
De Roma Tre-universiteit (Italiaans Università degli Studi Roma Tre) is een universiteit in Rome, Italië. Het is een van de drie universiteiten die vaak worden aangeduid als Universiteit van Rome, en krijgt derhalve soms ook de benaming Universiteit van Rome III.
De universiteit werd opgericht in 1992. Momenteel heeft de universiteit 54 undergraduatestudies, 75 masterstudies, 16 doctoraatscholen en 5 Ph.D. programma’s. De bibliotheken van de universiteit zijn georganiseerd in een Sistema Bibliotecario di Ateneo, meer bekend als SBA.

## Organisatie
De universiteit telt acht scholen:
- School voor Landbouwkunde
- School voor Economie Federico Caffè
- School voor Pedagogiek
- School voor Techniek
- School voor Geesteswetenschappen
- School voor Rechtsgeleerdheid
- School voor Wiskunde, Natuurkunde en Natuurwetenschappen
- School voor Politicologie

De School voor Economie Federico Caffè werd door de krant La Repubblica vermeld als een van de 20 beste scholen voor bedrijfseconomie en economie in Italië.